# Número de cetano
O número de cetano está relacionado com o tempo entre a injeção de combustível e o início da combustão, chamada de "faixa da potência". A qualidade de combustão acontece quando uma ignição seguido por uma rápida combustão completa e uniforme do combustível.
Com um número de cetano mais elevado, há um menor atraso da ignição e uma melhor qualidade de combustão. Por outro lado, os combustíveis com um baixo número de cetano requerem mais tempo para ocorrer depois da ignição e queima-se rapidamente, produzindo taxas de elevação de alta pressão. Se o número de cetano é demasiado baixo, a combustão é inadequada e resulta mais de ruído, um aumento das emissões, o desempenho do veículo e fadiga reduzida aumentado do motor. Fumaça e barulho excessivo são problemas comuns em veículos a diesel, especialmente sob condições de partida a frio. Em suma, é indicativo da eficácia da reação que tem lugar em motores de combustão interna.